# Dioon mejiae
Dioon mejiae là một loài thực vật hạt trần trong họ Zamiaceae. Loài này được Standl. & L.O.Williams mô tả khoa học đầu tiên năm 1950.